# Megascops petersoni
Megascops petersoni е вид птица от семейство Совови (Strigidae).

## Разпространение
Видът е разпространен в Еквадор, Колумбия и Перу.